# The Return of the Pink Panther
The Return of the Pink Panther is een komische film uit 1975, de vierde film uit de The Pink Panther reeks. De film werd uitgegeven door United Artists. Peter Sellers keert na elf jaar afwezigheid terug voor zijn derde optreden als Inspector Clouseau (in de derde film speelde Alan Arkin de klunzige agent). Ook Herbert Lom keert terug als Hoofdinspecteur Charles Dreyfus. Het personage Sir Charles Lytton (de beruchte "Phantom") maakt ook weer zijn opwachting, nu gespeeld door Christopher Plummer in plaats van David Niven. Een centrale rol speelt opnieuw de Pink Panther-diamant.
Tagline: You may rest assured that there's trouble, because Inspector Clouseau is on the case. That's the trouble.

## Samenvatting
Aan het begin van de film wordt Clouseau vanwege zijn gestuntel gedegradeerd tot agent door zijn baas Hoofdinspecteur Charles Dreyfus. Desondanks dwingt de Franse regering Dreyfus om Clouseau te herinstalleren als detective, zodat hij naar het (fictieve) Lugash in het Midden-Oosten kan gaan om de diefstal van de Pink Panther-diamant te onderzoeken, die opnieuw werd gestolen.
Clouseaus onderzoek in het Nationaal Museum van Lugash (waar hij erg veel stukmaakt) leiden hem naar Sir Charles Lytton, de beruchte "Phantom". Clouseau denkt dat hij zijn oude kunstje heeft herhaald. Desondanks mislukt Clouseau compleet in het vinden van enige aanwijzingen naar de dader. Zijn gestuntel helpt hem echter wel verscheidene aanslagen op zijn leven door een mysterieuze moordenaar te overleven (inclusief een bomaanslag, een sluipschutter en een sabotage van de remmen van zijn auto). Nadat hij heeft rondgezocht (gepaard met veel sloopwerk) in Lyttons huis in Nice, verlaat Clouseau Frankrijk. Hij volgt Lady Claudine (Lyttons vrouw) naar een restaurant in Gstaad, Zwitserland, waar zijn pogingen haar te ondervragen compleet mislukken.
Ondertussen leest Sir Charles over de diefstal. Hij ontdekt dat hij valselijk wordt beschuldigd. Hij gaat naar Lugash om op onderzoek te gaan, hij heeft verschillende ontmoetingen met figuren uit de onderwereld, en overleeft aanslagen op zijn leven. Uiteindelijk komt Lytton achter de ware identiteit van de dief: niemand minder dan zijn eigen vrouw, Lady Claudine. Omdat ze hun saaie leven meer dan zat waren, stal zij de diamant voor haar plezier, waarna ze haar man op jacht stuurde naar de dader.
Sir Charles ontsnapt uit Lugash (op de vlucht voor de politie en de onderwereld) en vertrekt naar Gstaad, op zoek naar zijn vrouw en de diamant.
Inspector Clouseau, die dus onwetend op het goede spoor zit, ontvangt een telefoontje van Dreyfus om Lady Claudine te arresteren. Als Clouseau Dreyfus echter terugbelt met de vraag waarom, blijkt dat de hoofdinspecteur al een week op vakantie is. Dreyfus blijkt de mysterieuze moordenaar te zijn, die Clouseau probeert te vermoorden. Hij bereidt een aanslag voor met een geweer, om Clouseau neer te schieten zo gauw die de kamer van Lady Claudine binnenkomt.
Lady Claudine bekent de diefstal aan haar echtgenoot. Ze geeft hem de diamant, zodat hij zijn onschuld kan bewijzen. Ze worden echter gestoord door Kolonel Sharky van de Geheime Dienst van Lugash, die beiden wil vermoorden. Het blijkt dat de regering van Lugash de diefstal van de diamant gebruikt als een excuus om van hun politieke tegenstanders af te komen. Clouseau stormt al snel de kamer in. Nadat hij een enorme scène maakt van de arrestatie van de Lyttons, merkt Sir Charles op dat Kolonel Sharky iedereen wil vermoorden. Vervolgens probeert Clouseau Sharky te arresteren, wat mislukt omdat Dreyfus het vuur opent op de kamer. De kogels vermoorden Sharky in plaats van Clouseau (die zich precies op het juiste moment bukt).
Voor zijn werk om de diamant terug te vinden, wordt Clouseau gepromoveerd tot Hoofdinspecteur. Dreyfus wordt opgesloten in een sanatorium, waar hij in een dwangbuis zit in een kamer met rubberen muren. Sir Charles Lytton komt vrij en blijft werken als "the Phantom". De film eindigt met Dreyfus, die met zijn tenen op de muur "KILL CLOUSEAU" schrijft, waarna de geanimeerde roze panter de film afsluit.

## Rolverdeling
| Acteur              | Personage                       |
| ------------------- | ------------------------------- |
| Peter Sellers       | Inspecteur Jacques Clouseau     |
| Christopher Plummer | Sir Charles Lytton              |
| Catherine Schell    | Lady Claudine Lytton            |
| Herbert Lom         | Hoofdinspecteur Charles Dreyfus |
| Peter Arne          | Kolonel Sharky                  |
| Peter Jeffrey       | Generaal Wadafí                 |
| Burt Kwouk          | Cato Fong                       |
| André Maranne       | François Chevalier              |

## Trivia
- Zoals de voorgaande drie Pantherfilms werd The Return uitgegeven door United Artists. Desondanks waren ze niet betrokken bij de productie van deze film. Tijdens de uitgave waren de rechten van UA verkocht aan ITC Entertainment, die ook een televisieserie wilden maken over de Pink Panther. Later maakte ITC de beslissing een nieuwe film te maken.
- Je kunt op zijn minst twee keren ontdekken dat Catherine Schell uit haar rol valt en begint te lachen. Eerst als Clouseau een imitatie geeft van een telefoonmonteur. Later als hij haar ontmoet in een restaurant, en doet alsof hij "Guy Gadbois" is, een ladykiller. Dit leidt ertoe dat het lijkt alsof Mrs. Lytton Clouseau wel lief vindt, in plaats van een bedreiging.
- De film brak het record van meest opbrengende film toen hij uitkwam. Voor een komische film was het een enorm succes.
- Richard Williams maakte het begin- en eindfilmpje voor deze film en The Pink Panther Strikes Again doordat DePatie-Freleng (die dit bij de andere films deed) bezig was met de animatiefilmpjes voor op tv.
- In de eerste twee films speelde Peter Sellers Clouseau met een normaal Frans accent. Vanaf deze film is het accent zeer overdreven.
- De scène waarin Sir Charles Lytton arriveert bij zijn hotel in Lugash is een duidelijke hommage aan de film "Casablanca". Het nummer As Time Goes By is te horen op de piano op de achtergrond. Als Lytton praat met zijn contactpersoon, vraagt hij naar "The Fat Man" (een verwijzing naar Sydney Greenstreet, die Senor Ferrari speelde in die film).